# Folker Siegert
Folker Siegert (* 1947 in Sachsen) ist ein deutscher evangelischer Neutestamentler und Judaist.

## Leben
Folker Siegert studierte seit 1968 evangelische Theologie in Erlangen, Göttingen und Heidelberg. 1973 legte er das erste theologische Examen ab, 1975 das zweite. Von 1979 bis 1982 war er als Repetent am Tübinger Stift tätig, dazu von 1980 bis 1982 als wissenschaftlicher Angestellter am Orientalischen Seminar der Universität Tübingen. 1982 bis 1983 war er Forschungsstipendiat am St. John’s College in Cambridge. Von 1983 bis 1991 wirkte er als Pfarrer der Evangelischen Kirche von Kurhessen-Waldeck in zwei Gemeinden bei Eschwege. 1984 wurde er an der Universität Tübingen promoviert, 1990 erfolgte seine Habilitation an der Universität Heidelberg. Von 1991 bis 1996 war er Professor für Neues Testament an der Universität Neuchâtel. Von 1996 bis zu seiner Emeritierung 2012 war er Professor für Judaistik und Neues Testament an der Universität Münster und dort Direktor des Institutum Judaicum Delitzschianum.